# Beagle (cratère)
Pour les articles homonymes, voir Beagle (homonymie).
Beagle est un petit cratère d'impact martien qui se situe dans la région de Meridiani Planum dans le Quadrangle de Casius. Il a été découvert par la sonde martienne Opportunity. 

Il a été baptisé en l'honneur du HMS Beagle, un brigantin de la Royal Navy.
Beagle se situe au sud-ouest du cratère Victoria, dans la zone d'éjecta de celui-ci.
Des photos ont été prises par la sonde le 855e Sol, soit le 20 juin 2006 à une distance de 310 mètres, révélant une érosion significative sur les bords du cratère, ce qui indique qu'il n'est pas récent.

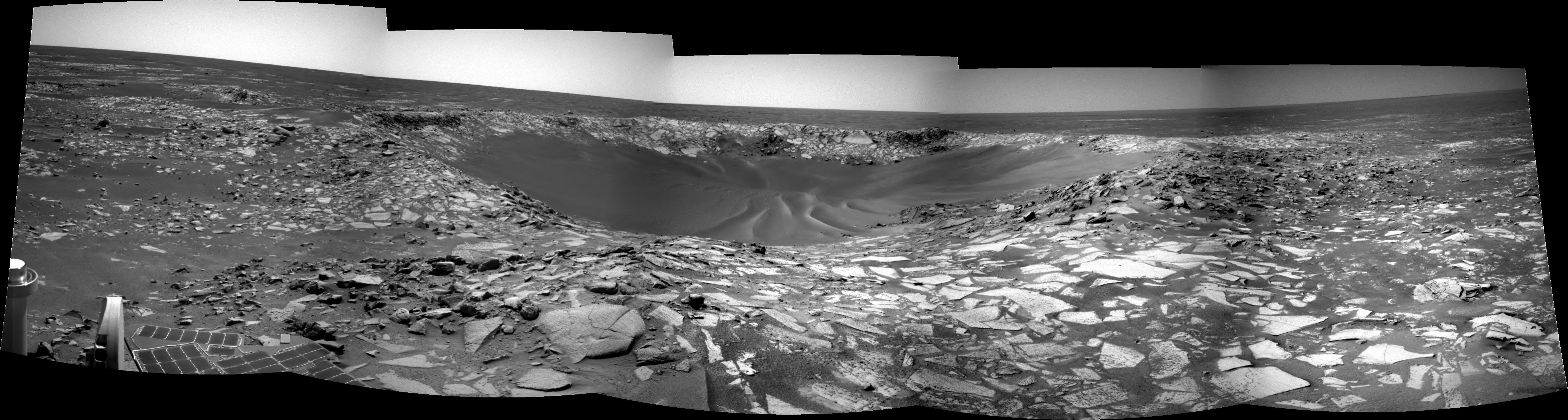
Mosaïque d'image de Beagle. Photos prises par la navcam d'Opportunity le sol 898.

## Cratères visités par Opportunity
- Argo
- Beagle
- Beer
- Eagle, site d'atterrissage d'Opportunity
- Emma Dean
- Endurance
- Erebus
- Mädler
- Victoria
- Vostok
- Concepcion
- Santa Maria